# Heterogaster cathariae
Punaise grise panachée de noir
Espèce
Synonymes
- Cimex cathariae Geoffroy, 1785[1]
- Heterogaster bicolor Kolenati, 1845[1]
- Heterogaster cinnamomeus Horvath, 1882[1]
- Heterogaster rufescens Herrich-Schaeffer, 1835[1]
- Heterogaster xinjangensis Zou & Zheng, 1981[1]
- Phygas nepetae Fieber, 1837[1]

Heterogaster cathariae, la Punaise grise panachée de noir, est une espèce d'hémiptères de la famille des Heterogastridae.

## Description
Cette punaise se distingue d’Heterogaster urticae par sa tête et ses pattes non couvertes de longs poils dressés et la présence de deux, et non de trois, cernes foncés sur ses tibias. Cette espèce se distingue d’Heterogaster artemisiae (de) par ses antennes complètement sombres et non bicolores.

## Répartition
Heterogaster cathariae vit principalement dans l'écozone paléarctique. En Europe, on la recense au Portugal, Espagne, Andorre, France, Belgique, Allemagne, Suisse, Autriche, Italie, Pologne, République Tchèque, Slovaquie, Hongrie, Ukraine, Moldavie, Roumanie, Bulgarie, Croatie, Bosnie-Herzégovine, Monténégro, Serbie, Grèce et la partie européenne de la Russie. En Afrique du Nord, il vit au Maroc, en Algérie et en Libye. En Asie, on le trouve à Chypre, en Turquie, en Syrie, en Géorgie, en Arménie, en Azerbaïdjan, au Kazakhstan, au Turkménistan, en Ouzbékistan, au Tadjikistan, au Kirghizistan, en Iran et en Chine.

## Parasitologie
Heterogaster cathariae est un phytophage suceur de sève. L'insecte est un parasite des plantes Lycopus europaeus, Melissa officinalis, Mentha, Nepeta cataria, Nepeta italica, Nepeta melissifolia (ceb), Nepeta nuda, Salvia officinalis.

## Liste des sous-espèces
Selon GBIF (3 février 2023) :
- Heterogaster cathariae bicolor Kolenati, 1845
- Heterogaster cathariae cinnamomeus Horvath, 1882

## Systématique
Le nom valide complet (avec auteur) de ce taxon est Heterogaster cathariae (Geoffroy, 1785).
L'espèce a été initialement classée dans le genre Cimex sous le protonyme Cimex cathariae Geoffroy, 1785.